# Dobsonia praedatrix
Il pipistrello della frutta dal dorso nudo della Nuova Britannia (Dobsonia praedatrix Andersen, 1909) è un pipistrello appartenente alla famiglia degli Pteropodidi, endemico dell'Arcipelago delle Bismarck.

## Descrizione

### Dimensioni
Pipistrello di medie dimensioni, con la lunghezza della testa e del corpo tra 116 e 180 mm, la lunghezza dell'avambraccio tra 101,5 e 125 mm, la lunghezza della coda tra 21,5 e 37 mm, la lunghezza del piede tra 22 e 33 mm, la lunghezza delle orecchie tra 21 e 28 mm, un'apertura alare fino a 91 cm e un peso fino a 260 g.

### Aspetto
La pelliccia è corta. La testa è bruno-nerastra, le spalle sono brunastre, mentre le parti ventrali sono marroni chiare, con dei riflessi giallo-verdastri.  Il muso è relativamente corto e largo, le narici sono leggermente tubulari, gli occhi sono grandi. Le orecchie sono lunghe, strette e appuntite. Le membrane alari sono attaccate lungo la spina dorsale, dando l'impressione di una schiena priva di peli. Gli artigli sono marroni con la punta chiara. La coda è ben sviluppata, mentre l'uropatagio è ridotto ad una sottile membrana che si estende lungo la parte interna degli arti inferiori.

## Biologia

### Comportamento
Si rifugia singolarmente o in piccoli gruppi nella vegetazione, in particolare tra le fronde delle Palme da Cocco. Occasionalmente è stata osservata anche all'interno di grotte.

### Riproduzione
Femmine gravide sono state osservate tra dicembre e gennaio. Ci sono due picchi delle nascite, una a metà anno e l'altro tra dicembre e gennaio.

## Distribuzione e habitat
Questa specie è endemica dell'Arcipelago delle Bismarck: Nuova Britannia, Nuova Irlanda, Dyaul, Nuova Hannover, Umboi; Isole del Duca di York: Isola del Duca di York, Ulu; Watom.
Vive nelle foreste umide tropicali primarie e secondarie, nelle piantagioni e nei giardini fino a 300 metri di altitudine.

## Tassonomia
Altre specie simpatriche dello stesso genere: D. anderseni.

## Conservazione
La IUCN Red List, considerata la popolazione numerosa e l'adattamento a qualsiasi habitat degradato, classifica D. praedatrix come specie con rischio minimo (LC).